# Javier Chacón
Javier Chacón Quesada (Vélez-Rubio, 29 juli 1985) is een Spaans voormalig wielrenner. Anno 2015 is hij ploegleider bij Keith Mobel-Partizan, de ploeg waar hij zijn wielercarrière afsloot.

## Overwinningen
2006
 Spaans kampioen tijdrijden, Beloften
2010
10e etappe Ronde van Venezuela
2011
4e etappe Ronde van Extremadura
2012
5e etappe Ronde van Azerbeidzjan

## Resultaten in voornaamste wedstrijden
| Jaar | Ronde van Italië | Ronde van Frankrijk | Ronde van Spanje |
| ---- | ---------------- | ------------------- | ---------------- |
| 2012 |                  |                     | 161e             |

## Ploegen
- 2008 –  Contentpolis-Murcia (stagiair vanaf 1-8)
- 2010 –  Heraklion Kastro-Murcia (vanaf 29-3)
- 2011 –  Andalucía-Caja Granada
- 2012 –  Andalucía
- 2014 –  Keith Mobel-Partizan